# Willy Spilling
Willy Spilling (* 18. September 1909 in Nürnberg; † 14. August 1965 ebenda) war ein deutscher Komponist und promovierter Musikwissenschaftler.

## Leben
Ab 15. März 1948 leitete Spilling die Musikabteilung im Studio Nürnberg (heute Studio Franken) des Bayerischen Rundfunks. Er engagierte Kurt Edelhagen als Leiter einer hauseigenen Bigband (1949–52) und förderte die Aufführung und Dokumentation fränkischer Volksmusik. Im klassischen Bereich begründete er die Sendereihe Musicalisches Tafel-Confect (ab 1952, für Alte Musik) und ermöglichte zahlreiche Uraufführungen Neuer Musik. Darüber hinaus arbeitete er u. a. mit dem Fränkischen Landesorchester zusammen.
Willy Spillings Nachlass befindet sich in der Stadtbibliothek Nürnberg.

## Ehrungen
- 1960 Preis der Stadt Nürnberg

## Werke

### Kompositionen

#### Vokalwerke
- Psalmenkantate. UA 2001 Nürnberg (Lorenzkirche, im Rahmen der ION)

#### Instrumentalwerke
- Alt-Nürnberg. Suite für Klavier op. 27a (1939).

- Fassung für Orchester von Gerhard Schindler op. 27b (1951). Aufnahme aus dem Jahre 1971 (Nürnberger Symphoniker, Dirigent: Günter Neidlinger) auf Teil 2 der Doppel-CD Musik in Nürnberg – Von der Zeit A. Dürers bis zur Gegenwart (Colosseum 2000)

- Musik über B-A-C-H für großes Orchester op. 37 (1957). Archivaufnahme des Bayerischen Rundfunks (Bamberger Symphoniker, Dirigent: Martin Turnovsky)

### Texte
- Die Problematik des Schubertschen Liedes um das Jahr 1815. Dissertation, Karl-Ferdinands-Universität Prag 1931

## Schüler
- Werner Heider (* 1930)